# Carl Wahlström
Carl Wahlström, född 1 mars 1848 i Värmskogs församling, Värmlands län, död 30 maj 1931 i Gunnarskogs församling, Värmlands län, var en svensk folkmusiker.

## Biografi
Carl Wahlström föddes 1848 i Värmskogs socken. Han började spela fiol för Kalle på Halla i Rombotten och Kul Päck Gustaf i Degerbyn, båda i Värmskogs socken. Wahlström var från 1868 till 1878 folkskollärare i Ängens skola, Gräsmarks socken. Under tiden där bodde han granne med Lomjans Per, vilken han tog lektioner för och fick många melodier av. Han flyttade 1878 till Treskog i Gunnarskogs socken och kom där att arbeta som folkskollärare fram till 1903. Wahlström avled 1931 i Gunnarskogs socken.

## Upptecknade låtar
Upptecknade låtar av intendenten Nils Keyland år 1908 efter Wahlström.
- Halling i C-dur.[3]
- Polska "Köpenhamnaren" i G-dur.[3]
- Vals i C-dur.[3]
- Vals i C-dur.[3]
- Vals i G-dur.[3]
- Vals i E-dur.[3]
- Vals i C-dur.[3]
- Vals i D-dur.[3]
- Vals i G-dur.[3]
- Vals i F-dur.[3]
- Vals i D-dur.[3]
- Vals i G-dur.[3]
- Vals i A-dur.[3]
- Vals i G-dur.[3]
- Vals i C-dur.[3]

Upptecknade låtar av Dan Danielsson år 1920 efter Wahlström.
- Polska i A-dur, efter Kul Päck Gustaf.[3]
- Brudmarsch "Säckpipslåt" i A-dur.[3]
- Polska i G-dur, efter Kul Päck Gustaf.[3]
- Vals i E-dur, efter Lomjans Per.[3]
- Vals i A-dur, efter Lomjans Per.[3]
- Vals i D-dur.[3]
- Vals i A-dur, efter Lomjans Per.[3]
- Vals i D-dur, efter skolläraren Johan Lindström i Stockåker, Grums socken.[3]
- Vals i D-dur.[3]
- Vals i C-dur.[3]
- Vals i A-dur.[3]
- Vals i A-dur.[3]
- Vals i G-dur, efter Kalle på Halla.[3]
- Vals i D-dur.[3]
- Vals i D-dur.[3]
- Vals "Vall-locksvalsen" i D-dur.[3]
- Vals "Vall-locksvalsen" i D-dur.[3]
- Vals i A-dur, efter Lomjans Per.[3]

Upptecknade låtar av Olof Andersson år 1927 efter Wahlström.
- Polska i G-dur, från Värmskog.[3]